# Paul Michiels
Paul Anna Kamiel Michiels (nacido el 15 de junio de 1948 en Heist-op-den-Berg, Bélgica) es un cantante y compositor belga siendo bastante conocido por formar parte de la banda Soulsister junto a Jan Leyers. Ha recibido el mote de Polle Pap debido a su trabajo de su infancia, de lechero en su ciudad natal.

## Carrera musical
Michiels empezó su carrera musical en una banda de pequeño tamaño llamada Purple Bus. Desde 1974 hasta 1980 fue el teclado de la banda anglobelga Octopus donde poco después se disolvió y Michiels se desarrolló como solista bajo la denominación de origen P.P. Michiels. Bajo ese nombre creó su canción Females (en español, Mujeres) donde fue acompañado de un vídeo musical de carácter seductor dándole éxito en su país.
En 1986 Michiels funda junto con el cantante también belga Jan Leyers el grupo The Soul Sisters. Ellos lanzaron tres canciones populares: You Get to Me, Talk About It y Like A Mountain. En 1988 cambian su nombre a Soulsister y haciendo con Motown una canción conmovedora The Way to Your Heart (en español, El Camino a Tu Corazón) en su primer álbum It Takes Two. La banda cambió su nombre de nuevo a Leyers, Michiels, and Soulsister y su último golpe. Lanzaron dos álbumes de estudio y un álbum en vivo y dio a conocer una compilación llamada Very Best Of en 1997 a raíz de su separación.
Después de separarse, Michiels volvió a su carrera en solitario. En 1998 lanzó The Inner Child (en español, El Niño Interior) que incluía la canción One Day at a Time (en español, Un Día a la vez). En 2001 Michiels lanzó una recopilación personal llamada Forever Young que incluía el título de la canción de Alphaville a la que Michiels cantó para la película belga del año 2000 Team Spirit así como piezas de Eddie Cochran, Jacques Dutronc, Donovan, Dionne Warwick, The Wallace Collection, Sampdoria, Eddie Floyd, y otros artistas de Europa y América del Norte.
Michiels se abstuvo de lanzar otro álbum antes de tiempo, pero se mantuvo de gira con el Big M's (en español, El Gran M), el nombre de su banda. En 2006 lanzó su tercer álbum en solitario, Magic in the House (en español, Magia en la Casa) que incluía las canciones If I Live, If I Breathe y The Light, siendo este último puesto en libertad como una norma y pieza instrumental.